# Jankiel Adler
Jankiel Adler (ur. 26 lipca 1895 w Tuszynie, zm. 25 kwietnia 1949 w Whitley Cottage k. Aldbourne) – polski malarz, grafik, scenograf i poeta pochodzenia żydowskiego.

## Zarys biografii

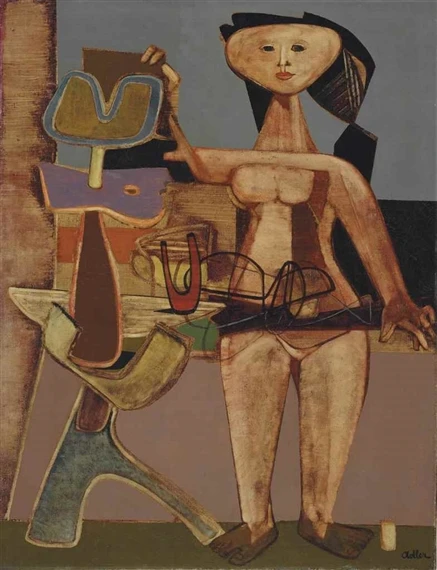
The Venus of Kirkcudbright, 1943

Był synem Eliasza Adlera i Chany Łai (z d. Fiter). W wieku 17 lat wyjechał do Belgradu, gdzie pracował w warsztacie grawerskim swego wuja. W 1913 zamieszkał w Barmen (obecnie dzielnica Wuppertalu), gdzie pod kierunkiem profesora Gustawa Wiethüchtera rozpoczął naukę rysunku oraz malarstwa.
W latach 1918–1920 mieszkał w Warszawie. Jego prace wystawione na organizowanej przez Stowarzyszenie Artystów i Zwolenników Sztuk Pięknych „Wystawie zimowej” zyskały duże uznanie. Wkrótce został członkiem grupy „Jung Idysz”. W 1933 jego prace były wystawiane na organizowanej przez Collage Art Association międzynarodowej wystawie sztuki współczesnej w Nowym Jorku. W tym okresie jego styl uległ ewolucji w kierunku abstrakcjonizmu za sprawą kontaktów z Paulem Klee i Wassilem Kandinskim, których poznał w Niemczech. Po objęciu władzy przez Adolfa Hitlera wyjechał do Paryża. Wkrótce powrócił do Polski, gdzie przebywał w latach 1935-1936. W tym czasie miała miejsce retrospektywna wystawa jego prac z lat 1920-1935, wystawiał z Salonie Plastyków ZZPAP w Instytucie Propagandy Sztuki w Warszawie, był kierownikiem artystycznym i scenografem filmu Za grzechy (jid. Al Chejt). W latach 1936–1937 podróżował po Europie, po czym osiadł we Francji. W 1937 jego cztery obrazy zostały eksponowane na monachijskiej wystawie „Entartete Kunst”.
W 1940 zgłosił się na ochotnika do formowanej we Francji armii polskiej. Wraz z nią został w czerwcu 1940 ewakuowany do Szkocji. W styczniu 1941 ze względu na stan zdrowia został zdemobilizowany. Osiedlił się w Wielkiej Brytanii – do czerwca 1943 mieszkał w Kirkcudbright, a następnie w Londynie i Whitley Cottage, gdzie zmarł w 1949 na zawał serca. 